# Данильчук, Валерий Владимирович
Валерий Владимирович Данильчук (публикуется под псевдонимом Давид Ланди, род.14 февраля 1968 года, г. Волгоград) — русский писатель, поэт, сатирик, драматург. Автор интеллектуального романа «Биоген».

## Биография
Валерий Данильчук родился в семье коренных жителей г. Волгограда, которые жили в «двадцатке» (первый дом, восстановленный после Второй мировой войны, в 1946 году). Проходил воинскую службу в Москве. Работал предпринимателем, жил в Камбодже.
Учился в школе № 9 им. Ленина и школе № 8 с математическим уклоном.
Пишет стихи и пьесы. Владеет туристической достопримечательностью «Сахарный замок», расположенной в Среднеахтубинском районе.

### Линейные шахматы
Валерий Данильчук разработал правила для Русских линейных шахмат — единственных в мире шахмат, в которых может быть несколько королей. В 2018 году по этим шахматам прошел чемпионат Волгограда.

### Пьесы
- «Иоанн IV»[8]

## Критика
Литературный обозреватель Елизавета Дземяшкевич: «Это история о границах нормальности и вообще реальности, которые в „Биогене“ очень зыбки».— Портал Субкультура 